# Xustás
Xustás (llamada oficialmente Santiago de Xustás) es una parroquia y un barrio español del municipio de Cospeito, en la provincia de Lugo, Galicia.

## Organización territorial
La parroquia está formada por nueve entidades de población:
- A Escanavada
- Cabana
- Casanova (As Casas Novas)
- Fidalgo
- Gornai
- Moinelos
- Pesqueira (A Pesqueira)
- Reximil
- Veiga (A Veiga)
- Xustás

## Demografía

### Parroquia
| Gráfica de evolución demográfica de Xustás (parroquia) entre 2000 y 2019 |
|                                                                          |
| Datos según el nomenclátor publicado por el INE.                         |

### Barrio
| Gráfica de evolución demográfica de Xustás (barrio) entre 2000 y 2019 |
|                                                                       |
| Datos según el nomenclátor publicado por el INE.                      |